# Imogen Cunningham
Imogen Cunningham (Portland, 12 aprile 1883 – San Francisco, 23 giugno 1976) è stata una fotografa statunitense.

## Biografia

### Primi anni
Nacque nel 1883 nella città di Portland, in Oregon. Il nome Imogen, di origine celtica, le fu dato dal padre, ispirato dalla lettura della commedia Cimbelino di Shakespeare.
All'età di 18 anni comprò la sua prima fotocamera, un banco ottico da 4"x 5" che venderà successivamente, in seguito alla perdita d'interesse nella fotografia.
Nel 1903 frequentò l'università di Washington, a Seattle e intraprese un percorso di specializzazione scientifica su consiglio del suo professore di chimica. Cominciò quindi a lavorare come segretaria per pagarsi gli studi e a scattare fotografie per il dipartimento di botanica. Nel 1906 scattò uno dei suoi primi autoritratti: una fotografia di sé nuda in un angolo appartato della cittadella universitaria. Si riaccese in lei l'interesse per la fotografia dopo aver fatto la conoscenza della fotografa Gertrude Käsebier, nota a livello internazionale, e il padre le costruì una camera oscura nella legnaia, illuminata da una sola candela in una scatola rossa.
Nel 1907 consegue la laurea in chimica con la tesi Modern Processes of Photography. Dopo la laurea inizia a lavorare nello studio di Edward S. Curtis, noto per i ritratti dei nativi del Nordamerica. In questo studio apprende le tecniche della stampa al platino.
Nel 1909 vince una borsa di studio per studiare chimica a Dresda, in Germania, dove studia la fotochimica e pubblica Uber Selbstherstellung von Platinpapieren fur braune Tone, uno studio dove viene descritto il processo per incrementare la velocità di stampa, migliorare la resa della luminosità e produrre delle tonalità seppia. Durante il suo soggiorno in Europa, visitò Alvin Langdon Coburn e Alfred Stieglitz, che le diedero una fonte di ispirazione ulteriore.

### Carriera

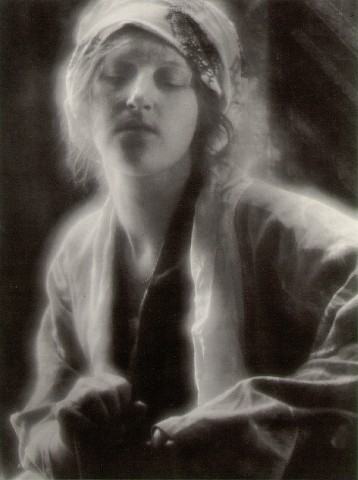
Dream ("Sogno" in inglese), una fotografia scattata da Imogen Cunningham nel 1910

Tornata a Seattle, apre un suo studio fotografico e ottenne in breve tempo dei riconoscimenti per i suoi ritratti fotografici. La maggior parte dei suoi lavori consistevano in ritratti ambientati in contesti domestici, nel suo soggiorno o nei dintorni del suo cottage. I suoi primi ritratti vengono commissionati dai membri dell'alta società, a dimostrazione del prestigio che l'artista sta acquisendo nella comunità locale. In questo periodo espone spesso le sue foto a Seattle e diventa un membro accreditato della Compagna degli Artisti. Allo stesso tempo instaura delle amicizie adamantine con il mondo artistico dell'epoca. Ella scattò dei ritratti fotografici ad artisti come Frida Kahlo e a personaggi del mondo sportivo.
Nel 1913 pubblicò Photography as a Profession for Women, un articolo rivolto alle donne per intraprendere la professione di fotografe autonomamente ed indipendentemente dagli uomini. Nel 1914 tenne la sua prima mostra personale all'Istituto delle Arti e delle Scienze di Brooklyn.
Nel 1915 sposò Roi Partridge e diede alla luce il primo figlio, Gryffyd. Nel 1917 chiuse lo studio e si spostò con la famiglia a Oakland, in California, dove nacquero i gemelli Rondal e Padraic. In questo periodo continuò a scattare fotografie, principalmente dei suoi figli e delle piante del suo giardino. 
Negli anni successivi la fotografa scoprì la voluttuosità del corpo umano, divenendo una delle prime donne a scattare dei nudi artistici maschili, infrangendo le barriere tra donne e uomini presenti all'inizio del secolo ventesimo. Infatti, durante una visita al monte Rainier, Imogen scattò delle fotografie che ritraevano suo marito Roi nudo nel mezzo della natura, che poi vennero pubblicate sul quotidiano Town Crier di Seattle: questi nudi artistici fotografici fecero scalpore perché erano stati scattati da una donna, e un critico arrivò a definire Cunningham una donna "senza morale".
Tra gli anni 1920 e 1930 ella si interessa sempre più alla fotografia botanica, passando buona parte del suo tempo a fotografare la bellezza e la sensualità delle piante e dei fiori, e tra il 1923 e il 1925 effettua uno studio approfondito del fiore della magnolia. Continuò ad esporre negli Stati Uniti ed in Germania. Incontrò la danzatrice Martha Graham, che ritrasse. Gli scatti vennero pubblicati sulla rivista Vanity Fair, per la quale iniziò a lavorare.
Nel 1932 fu uno dei membri fondatori del Gruppo f/64 assieme ad Ansel Adams, John Paul Edwards, Sonya Noskowiak, Henry Swift, Willard van Dyke ed Edward Weston, che volevano ritrarre la "bellezza pura [...] senza interferenze dell'effetto artistico". Nel 1934 divorziò dal marito e negli anni quaranta iniziò a lavorare con il colore.

### Ultimi anni
Durante la Seconda guerra mondiale vendette la casa di Oakland e utilizzò lo studio di un amico a San Francisco, dove si stabilirà successivamente con un nuovo studio permanente nel 1947. Negli anni successivi i suoi lavori vennero esposti in vari luoghi del Paese e ricevettero molteplici onorificenze, a tal punto da diventare un membro dell'accademia statunitense delle scienze nel 1967.
Nel 1973, in occasione del suo novantesimo compleanno, la San Francisco Commission Art la dichiara "Artista dell'anno" e il Metropolitan Museum of Art di New York espone le sue foto. Nel 1975 avviò l'Imogen Cunningham Trust per la conservazione, l'esibizione e la promozione dei suoi lavori. Morì a San Francisco il 23 giugno del 1976.

## Omaggi
Nel 2008, un cratere del pianeta Mercurio venne ribattezzato Cunningham in suo onore.